# Шлейфер, Абдалла
С. Абдалла Шлейфер (род. под именем Марк Шлейфер, 1935, США — 27 марта 2025, Каир) — профессор, видный эксперт по Ближнему Востоку, бывший глава Каирского Бюро NBC и профессор тележурналистики в Американском университете в Каире, член Консультативного совета Всемирной ассоциации средств массовой информации. Он брал интервью у бесчисленного множества ближневосточных лидеров, включая Айманa аль-Завахири. Король Иордании Абдалла II и Наследный принц Хамза назначили его полноправным членом королевского НИИ.
Родился на Лонг-Айленде в светской еврейской семье, окончил Пенсильванский университет. Впоследствии обратился в суфизм.
Умер 27 марта 2025 года в Каире.